# 1010

1010(천십)은 1009보다 크고 1011보다 작은 자연수다.

## 수학
- 합성수로, 그 약수는 1, 2, 5, 10, 101, 202, 505, 1010이다. 진약수의 합은 826이므로, 1010은 부족수다.
- 139번째 쐐기수다. 앞의 쐐기수는 1005, 다음 쐐기수는 1015다.
- {\displaystyle 1010=7^{2}+31^{2}=13^{2}+29^{2}}
  - 서로 다른 두 소수(素數)의 제곱합으로 나타내는 방법이 두 가지인 수다.
- {\displaystyle 1010=3^{2}+4^{2}+5^{2}+6^{2}+7^{2}+8^{2}+9^{2}+\cdots +14^{2}}
  - 3부터 14까지 연속하는 자연수 12개의 제곱합으로 나타낼 수 있는 수다. 이 성질을 지닌 앞의 수는 818, 다음 수는 1226이다.
- {\displaystyle 91^{4}-1}은 1010으로 나누어떨어진다.

## 교통
- 1010번 지방도: 경상남도 고성군 하이면에서 동해면까지 이어지는 대한민국의 지방도.

## 군사
- U-1010(영어판): 제2차 세계 대전에 사용된 나치 독일의 군용 잠수함.

## 문화유산
- 대한민국의 보물 제1010호: 묘법연화경(언해) 권1, 3, 4, 5, 6

## 기타
- 날짜: 10월 10일
- 연도: 1010년, 기원전 1010년
- ‘제왕’을 뜻하는 일본어 단어 ‘테이오(ていおう)’의 숫자 고로아와세.